# Вахидин Прелић
Вахидин Прелић (Сјеница, 8. јуна 1974) српски је позоришни, телевизијски и филмски глумац. Првак је драме ужичког Народног позоришта.

## Каријера
Вахидин Прелић је рођен у Сјеници, 8. јуна 1974. године. Глуму је завршио на Факултету уметности Универзитета у Приштини, у класи професора Бошка Димитријевића. На позив Немање Ранковића отишао је у ужичко Народно позориште, где је добио улогу у представи Кокана Младеновића Како засмејати господара, а недуго затим у још неколико комада. Дипломирао је монодрамом Хамлет машина, са којом је учествовао и на Фестивалу монодраме и пантомиме 2000. године.
У ужичком Народном позоришту одиграо је значајан број улога и добио више награда, а у тој кући стекао је статус првака драме. Играо је у нишком Народном позоришту, као и у Позоришту младих у Новом Саду. Појавио се у неколико епизода прве сезоне телевизијске серије Ургентни центар, а у црногорском филму Границе, кише из 2018. године остварио је главну мушку улогу. Значајнији раст популарности телевизијске публике добио је након серије Јужни ветар, у којој је тумачио лик инспектора Папе.
Заједно са још неколико уметника, Прелић се током ванредног стања у Републици Србији, због епидемије вируса корона, укључио у рад Изванредног позоришта, па су своје представе изводили уживо, преко интернета.
Осим позоришта и филма испробао је се и у снимању музичких спотова које је снимио у сарадњи са српским продуцентом познатим под псеудонимом DJ QB.

## Улоге
| \| Год. \| Назив \| Улога \| \| ---------- \| ----------------------- \| ------------------ \| \| 2000.-те \| \| \| \| 2003. \| Илка \| Чума \| \| 2009. \| Зона мртвих[13] \| Агент Ботин \| \| 2010.-те \| \| \| \| 2011. \| Игра истине \| заменик директора \| \| 2014—2015. \| Ургентни центар \| Михајло Христић \| \| 2015. \| Non chiedere perchè \| Предраг Костић \| \| 2015. \| Мач освете \| \| \| 2015. \| L'angelo Di Sarajevo[7] \| \| \| 2017. \| My Daughter Is Missing \| Стефан \| \| 2018. \| Надолазећи \| Аргун \| \| 2018. \| Границе, кише \| Здравко \| \| 2019. \| Шавови \| \| \| 2019. \| Infiltration \| Милош \| \| 2019.[14] \| Dreams \| бизнисмен \| \| 2019. \| Мамонга \| Младен \| \| 2019. \| Предстража \| Младен \| \| 2016—2020. \| Убице мог оца \| лекар \| \| 2020.-те \| \| \| \| 2020. \| Јужни ветар (серија) \| инспектор Папа \| \| 2020. \| Мочвара (серија) \| Игор \| \| 2023. \| Игра судбине (серија) \| Психијатар Поповић \| - Атентат - Богојављенска ноћ - Брод љубави (Изванредно позориште) - Виктор или деца на власти - Вртешка - Вишњик - Добро јутро, лаку ноћ - Доротеј - Дошљаци - Жанка - Жорж Данден - Инес де Кастро - Кабаре женски оркестар - Како засмејати господара - Капетан Џон Пиплфокс - Карданус - Конкурс - Копље - Коштана - Ко се боји Вирџиније Вулф - Краљ лир - Лизистрата - Луди од љубави - Мајстор и Маргарита - Мандрагола - Ментална хигијена - Народни посланик - Необична пошиљка - Нечисте силе - Одисеј не станује овде - Одумирање међеда - Пер Гинт - Пилад - Повратак - Покојник - Порфирогенеза - Посета - Прах и пепео - Румунија 21 - Сан летње ноћи (Изванредно позориште) - Свечана вечера у погребном предузећу - Сербио, земљо рода мога - Стеријин пут у Србе - Систем - Слуга двају господара - Смећарник - Сплетка и љубав - Тартиф - Умри мушки - Хамлет машина - Хамлет ол старс (Позориште младих) - Хасанагиница - Хроми идеали - Чорба од канаринца - Чудо у Шаргану - I forget |                        |                    |
| Год. | Назив                  | Улога              |
| 2000.-те |                        |                    |
| 2003. | Илка                   | Чума               |
| 2009. | Зона мртвих            | Агент Ботин        |
| 2010.-те |                        |                    |
| 2011. | Игра истине            | заменик директора  |
| 2014—2015. | Ургентни центар        | Михајло Христић    |
| 2015. | Non chiedere perchè    | Предраг Костић     |
| 2015. | Мач освете             |                    |
| 2015. | L'angelo Di Sarajevo   |                    |
| 2017. | My Daughter Is Missing | Стефан             |
| 2018. | Надолазећи             | Аргун              |
| 2018. | Границе, кише          | Здравко            |
| 2019. | Шавови                 |                    |
| 2019. | Infiltration           | Милош              |
| 2019. | Dreams                 | бизнисмен          |
| 2019. | Мамонга                | Младен             |
| 2019. | Предстража             | Младен             |
| 2016—2020. | Убице мог оца          | лекар              |
| 2020.-те |                        |                    |
| 2020. | Јужни ветар (серија)   | инспектор Папа     |
| 2020. | Мочвара (серија)       | Игор               |
| 2023. | Игра судбине (серија)  | Психијатар Поповић |

## Награде и признања
- Награда за младог глумца на фестивалу Вршачка позоришна јесен, за улогу у представи Пер Гинт (2001)
- Новоустаљена награда Академије уметности Универзитет Браћа Карић, за глумачку бравуру у представи Тартиф, на Данима комедије у Јагодини (2003)
- Награда за најбољег младог глумца у представи Атентат на Јоакимфесту (2006)
- Награда за најбољу мушку улогу у представи Пилад на Међународном фестивалу драме „Стоби”
- Равноправна глумачка награда на 44. Фестивалу професионалних позоришта Србије „Јоаким Вујић” одржаном у Крушевцу, за улогу у представи Дошљаци (2008)
- Награда за најбољу мушку улогу у представи Смећарник на 50. Фестивалу професионалних позоришта Србије „Јоаким Вујић” одржаном у Лесковцу (2014)[17]